# Glossolalie
La glossolalie (du grec ancien γλῶσσα / glỗssa, « langue » et λαλέω / laléô, « bavarder ») est le fait de parler ou de prier à haute voix dans une langue ayant l'aspect d'une langue étrangère, inconnue de la personne qui parle, ou dans une suite de syllabes incompréhensibles. Les linguistes la qualifient de vocalisation fluide de syllabes ressemblant à des paroles et qui n'ont pas de sens. Elle se distingue de la xénoglossie ou xénolalie qui est le fait de parler, sans l'avoir apprise, une langue existante. Des phénomènes de xénoglossie ont été rapportés entre autres dans le christianisme, le chamanisme et le spiritisme.
Le terme « glossolalie » est parfois utilisé en psychiatrie pour désigner un symptôme qui se manifeste chez certains patients souffrant de maladies mentales. Il désigne alors le fait pour ces personnes de prononcer des mots inventés ou de modifier des mots existants, parfois en reproduisant des voix entendues dans la tête.

## Christianisme
Le terme est un néologisme forgé au XIXe siècle à partir de glossa (langue) et de lalein (parler), termes que l’on trouve séparément ou sous diverses combinaisons dans le Nouveau Testament. Elle est aussi appelée la « langue des anges ». Dans la Première épître aux Corinthiens, chapitre 14, Paul de Tarse fait référence à la faculté de prier Dieu dans une langue qui ne peut pas être comprise par les autres. Pour qu'elle soit utile à l'Église, l'interprétation de paroles en langues doit y être associée. Dans les versets 5 à 25, ce don sans interprétation, est toutefois décrit comme inférieur à la prophétie qui permet d'édifier l'Église.
En 1906, le phénomène a été considéré comme la « langue des anges » par le Réveil d'Azusa Street au centre-ville de Los Angeles sous la conduite du pasteur William Joseph Seymour, qui a donné naissance au mouvement pentecôtiste,,.
En 1960, lors d’un sermon de Pâques du 3 avril 1960 dans une église épiscopale à Van Nuys,  Dennis Bennett, prêtre épiscopalien déclare avoir vécu un baptême du Saint-Esprit avec « parler en langues ». Malgré cette expérience, il souhaite rester dans son église. Il consacrera le reste de sa vie à propager son témoignage ainsi que cet enseignement dans les églises épiscopaliennes. Cet évènement contribuera à développer le mouvement charismatique dans diverses églises protestantes réformées et catholiques.

## Spiritisme
« De Frederica Hauffe, surnommée la « voyante de Prevorst » à Élise Muller, mieux connue sous son pseudonyme d’Hélène Smith, le XIXe siècle a vu se multiplier le nombre des médiums spirites et plus ou moins hystériques, presque toujours des femmes, qui communiquaient avec l’au-delà dans une logorrhée glossolalique. » Dans le cas de Hélène Smith, il semble plutôt que ses glossolalies furent la conséquence d'une réaction iatrogène ; en outre, la patiente de Flournoy, observée par Saussure, ne communiquait pas avec « l'au-delà » tel qu'on peut l'entendre généralement : un discours avec les morts, mais avec Mars, puis Ultra Mars, puis elle communiqua en sanskrit.
Selon la doctrine spirite développée par Allan Kardec, il existerait une autre dimension peuplée d’esprits, dont certains seraient les esprits des défunts. Ces esprits, dépourvus d’un corps matériel, seraient capables de se manifester en utilisant les organes d’une personne volontaire, appelée médium. Lorsque les organes prêtés temporairement par le médium sont les organes de la voix, il s’agit d’un médium parlant. Dans le cas où l’esprit qui se manifeste par les organes vocaux parle une langue totalement inconnue du médium (le russe ou le grec ancien par exemple), il s’agit d’un médium polyglotte. Pour les adeptes du spiritisme, ce phénomène de « parler en langues » prouverait que les paroles prononcées par le médium proviennent d’une intelligence extérieure au médium. Les spirites utilisent peu le terme « glossolalie » et utilisent plutôt le terme « psychophonie » pour désigner le même phénomène.

## Psychologie et psychiatrie
La glossolalie est parfois classée comme un trouble du langage sans substrat neurologique. Néanmoins, la glossolalie chez les pencotistes doit être considérée comme une activité religieuse ancrée dans la culture de cette communauté de croyant, et l’hypothèse d’un lien avec des caractéristiques psychopathologiques de ceux qui la pratiquent doit tenir compte de cette caractéristique.
Chez les pencotistes, la compréhension commune du phénomène est que les individus se mettent à parler dans ce qui est souvent vu comme un « langage inspiré du divin », en lien avec des dons spirituels dont serait dotée la personne qui parle ainsi. Les personnes qui se livrent à la glossolalie la décrivent souvent à la première personne comme associé à un profond lâcher-prise de leur volonté, qui intervient soit volontairement, soit spontanément, et l’associent à la conviction qu'elles transmettent alors des messages et des prophéties d'origine divine. Elles ont tendance à croire en un contrôle extérieur sur le déroulement de ce phénomène vécu, qu'elles attribuent à des forces qui les dépassent. Ces expériences sont liées à une forte religiosité intrinsèque, qui implique un engagement et une motivation religieuse profonde, englobant de leur point de vue des rencontres personnelles avec une puissance supérieure, des croyances religieuses holistiques et l'intégration de la religion dans plusieurs aspects de leur vie.
Trois hypothèses principales sont avancées pour expliquer l'origine et les causes de la glossolalie, en mettant l'accent 1° sur sa relation avec la psychopathologie (c'est-à-dire la désorganisation de la pensée et du discours dans les troubles psychotiques), 2° sur l’entrée dans des états de conscience altérés et sur 3° l'apprentissage social. Malgré des recherches initiales reliant la glossolalie à la schizophrénie, aux troubles de l'humeur et aux troubles dissociatifs, les preuves que la glossolalie socialement intégrée est un phénomène anormal sont rares et inconsistantes. Les glossolalistes font généralement preuve d'une meilleure mentalisation que les personnes ayant une culture similaire, et la plupart des personnes qui pratiquent la glossolalie ne souffrent pas de troubles neuropsychiatriques.
La neuro-imagerie de l'activité cérébrale pendant la glossolalie ne montre pas d'activité dans les zones du cerveau liées au langage. Des études montrent cependant que la glossolalie peut être caractérisée par une activité cérébrale spécifique et peut être un comportement acquis,.

## Culture populaire
- Dans la série télévisée danoise de 2017 Au nom du père, le pasteur luthérien August se fait exclure de l'église par son évêque pour avoir eu une crise de glossolalie lors d'une prière.
- Dans En place, un personnage, William Crozon, joue souvent de glossolalie dans un but comique.

## Critiques
Divers groupes chrétiens ont reproché au mouvement pentecôtiste et charismatique, une trop grande attention aux manifestations mystiques, comme la glossolalie.
Des théologiens ont rappelé que le jour de la Pentecôte, les disciples qui ont reçu un baptême du Saint-Esprit, n’ont pas parlé en des langues inconnues, mais ont loué Dieu dans d'autres langues que des non-croyants de diverses régions du monde pouvaient comprendre, ce qui en faisait un don utile pour l’évangélisation,.

Mais ceci est une interprétation propre à certains, car d'autres ont démontré qu'il n'en est pas ainsi, notamment en citant les passages de 1 Corinthiens 14:2, 14 : 

« Car celui qui parle en langue ne parle pas aux hommes, mais à Dieu, car personne ne le comprend, et c'est en esprit qu'il dit des mystères. Si je prie en langue, mon esprit est en prière, mais mon intelligence est stérile. »

 On peut donc y voir l'expression d'idiomes inconnus par tous.